# Vyslanec (Star Trek)
Vyslanec je název knihy z prostředí Star Treku, jejíž autorkou je J. M. Dillard z USA. Kniha je samostatným románem, volným přepisem první dvoudílné epizody televizního seriálu Star Trek: Stanice Deep Space Nine „Poslání“. V originálu se kniha jmenovala Emissary s hlavním nadpisem celé série Star Trek: Deep Space Nine a v USA byla poprvé vydána roku 1993.

## Obsah
Poblíž planety Bajor postavila civilizace Cardassianů velkou vesmírnou stanici, kteří se jí velice neradi vzdávají. Tu převzala Hvězdná federace vedená Zemí a přejmenovala ji na Deep Space Nine. Do funkce jejího velitele je jmenován Benjamin Sisko ze Země. Do funkce jej uvádí velitel Enterprise Jean-Luc Picard. Sikovi se na poničenou stanici nechce už proto, že má sebou syna bez kamarádů a trápí jej vzpomínky na zemřelou manželku vinou Borgů, u nichž byl kdysi začleněn Picard jako Lotulus. Na stanici je pestrá směsice národností, setkáváme se např. s Bajorany, měňavcem, zde konstáblem Odem, jsou zde i ziskuchtiví Ferengové. Komandér Sisko podporovaný Bajorem brzy nalezne poblíž černou díru, kterou mohou putovat lodě z obrovských dálek a která velice zvýrazní důležitost stanice. V příběhu, kde se často vracíme do minulosti, dochází k napadení stanice lodí Cardassianů. Sisko s pomocí schopné posádky útok ubrání, jeho syn najde kamaráda mezi Ferengy a nakonec se všichni rozhodnou na stanici zůstat a také ji opravit.

## České vydání knihy
Do češtiny knihu přeložil Radim Rouče v roce 2002 a vydalo ji nakladatelství Laser boks s.r.o. z Plzně téhož roku jako svazek 236 (ve své SF edici č.126). Brožovaná publikace měla cenu 129 Kč, 240 stran, barevnou obálku s portrétem Siska a jeho stanicí, titulem a jménem autorky.. V předmluvě český překladatel vysvětluje, proč upřednostnil použití názvu Deep Space Nine před počeštěným názvem Hluboký vesmír devět, použitým v 90. letech 20. století u seriálu.